# Struer Kajak
Struer Kajak bliver som firma grundlagt i 1947 af to møbelsnedkere Svend Helge Kobberup og Gerhard Sørensen. De arbejdede bl.a. for Bang & Olufsen i Struer, hvor de lavede kabinetterne til radioer. Allerede i 1948 vandt Karen Hoff fra Randers guld i en Struer Kajak ved De Olympiske Lege i London, og Frederik Kobberup vandt sølv. Herefter blev Struer kajakkerne en international succes.
Den første kajaktype firmaet lavede, var den såkaldte 'Limfjorden', der havde en lærredsoverdel og var inspireret af de engelske Mosquito jagerfly.